# CBC/TBS系 「美少女戦士セーラームーンPretty Guardian SAILORMOON」 オリジナルアルバム DJムーン
『「CBC/TBS系 「美少女戦士セーラームーンPretty Guardian SAILORMOON」 オリジナルアルバム DJムーン」』は、2003年から2004年まで放送されたテレビドラマ『美少女戦士セーラームーン』のオリジナル・アルバム。2004年2月18日〜同年7月21日にコロムビアミュージックエンタテインメントから発売された。全3枚。税込定価は2,940円。
大島ミチルの手掛がけた一部BGMを中心に、主役の出演者たちが歌うの挿入歌とオリジナルDJで構成されたアルバム作品集。オリジナルステッカー封入。

## CBC/TBS系 「美少女戦士セーラームーンPretty Guardian SAILORMOON」 オリジナルアルバム DJムーン 1
収録曲
1. DJ1 [0:40]
2. うさぎのたのしい一日 [2:22]
3. DJ2 [1:05]
4. キラリ☆セーラードリーム! [4:28]
  - 作詞：武内直子／作曲：羽場仁志／編曲：京田誠一／歌：小枝
5. DJ3 [0:59]
6. のんびりうさぎの一日 [2:07]
7. お買い物に大忙し [1:47]
8. 心細い一人のお留守番 [2:51]
9. 私はお姫様 [2:26]
10. オーバーレインボー♥ツアー [3:44]
  - 作詞：武内直子／作曲：髙見優／編曲：Gary Newby／歌：月野うさぎ（沢井美優）
11. DJ4 [0:33]
12. 悲劇の主人公 [2:02]
13. 女の子は、時々淋しいの [2:24]
14. DJ5 [0:58]
15. おしゃべりルナ [2:07]
16. 不思議な魔法のアイテム [1:32]
17. DJ6 [0:27]
18. セーラームーンにメイクアップ [1:13]
19. セーラーマーキュリーにメイクアップ [1:06]
20. セーラーマーズにメイクアップ [0:59]
21. DJ7 [0:18]
22. 憧れのタキシード仮面 [2:10]
23. ウワー妖魔だー [1:51]
24. DJ8 [0:16]
25. 肩越しに金星 [4:35]
  - 作詞：武内直子／作曲：小幡英之／編曲：秋葉原健介／歌：愛野美奈子（小松彩夏）
26. セーラーV [0:59]
27. DJ9 [2:48]
28. ダーク・キングダム [0:53]
29. クイン・ベリル様 [1:11]
30. ダーク・キングダム四天王 [2:06]
31. セーラー戦士の戦い [1:43]
32. 地場衛ことタキシード仮面 [1:39]
33. さて、次回は [1:43]
34. DJ10 [0:49]
35. C'est la vie 〜私のなかの恋する部分 [4:05]
  - 作詞：岩里祐穂／作曲：平間あきひこ／編曲：平間あきひこ／歌：愛野美奈子（小松彩夏）

## CBC/TBS系 「美少女戦士セーラームーンPretty Guardian SAILORMOON」 オリジナルアルバム DJムーン 2
収録曲
1. DJ1 [0:21]
2. キラリ☆セーラードリームマーチ [4:30]
3. DJ2 [2:07]
4. キラリ☆セーラードリーム! [4:29]
  - 作詞：武内直子／作曲：羽場仁志／編曲：京田誠一／歌：小枝
5. DJ3 [1:47]
6. 大好きなあの人と [4:03]
7. DJ4 [1:45]
8. オーバーレインボー♥ツアー [3:45]
  - 作詞：武内直子／作曲：高見優／編曲：Gary Newby／歌：月野うさぎ（沢井美優）
9. DJ5 [2:07]
10. ダーク・キングダムの四従士 [3:34]
11. DJ6 [2:33]
12. C'est la vie 〜私のなかの恋する部分 [4:02]
  - 作詞：岩里祐穂／作曲：平間あきひこ／編曲：平間あきひこ／歌：愛野美奈子（小松彩夏）
13. DJ7 [1:18]
14. クイーンメタリア [4:03]
15. DJ8 [1:40]
16. ラブリー・エール [4:16]
  - 作詞：美羅来留ミナ／作曲：Audio Highs／編曲：Audio Highs／歌：木野まこと（安座間美優）
17. DJ9 [0:32]
18. 約束 [4:24]
  - 作詞：美羅来留ミナ／作曲：Gary Newby／編曲：Gary Newby／歌：水野亜美（浜千咲）
19. DJ10 [1:56]
20. 桜・吹雪 [4:27]
  - 作詞：美羅来留ミナ／作曲：高見優／編曲：高見優／歌：火野レイ（北川景子）
21. DJ11 [2:27]

## CBC/TBS系 「美少女戦士セーラームーンPretty Guardian SAILORMOON」 オリジナルアルバム DJムーン 3
収録曲
1. DJ1 [0:27]
2. キラリ☆セーラードリーム! [4:29]
  - 作詞：武内直子／作曲：羽場仁志／編曲：京田誠一／歌：小枝
3. DJ2 [0:27]
4. ルナとプリンセス・セーラームーン [4:56]
5. DJ3 [0:37]
6. Kiss!2 Bang!2 [3:27]
  - 作詞：田形美喜子／作曲：高見優／編曲：高見優／歌：愛野美奈子（小松彩夏）
7. DJ4 [0:43]
8. Sweet Little Resistance [4:32]
9. DJ5 [1:56]
10. Mi Amor [4:53]
  - 作詞：田形美喜子／作曲：吉川慶／編曲：吉川慶／歌：水野亜美（浜千咲）
11. DJ6 [1:00]
12. ラブリー・エール [4:17]
  - 作詞：美羅来留ミナ／作曲：Audio Highs／編曲：Audio Highs／歌：木野まこと（安座間美優）
13. DJ7 [0:41]
14. セーラー戦士 vs 四天王 [6:57]
15. DJ8 [1:39]
16. 月と地球のお話し [4:55]
17. DJ9 [1:58]
18. Friend [4:28]
  - 作詞：丸山真哉／作曲：高見優／編曲：高見優／歌：月野うさぎ（沢井美優）・水野亜美（浜千咲）・火野レイ（北川景子）・木野まこと（安座間美優）・愛野美奈子（小松彩夏）